# Lejonkungen 3 – Hakuna Matata
Lejonkungen 3 - Hakuna Matata (engelska: The Lion King 1½) är en amerikansk animerad film, producerad av Walt Disney Pictures. Den släpptes direkt till video i Kanada och USA den 10 februari 2004, och är den andra uppföljaren till Lejonkungen.
Filmen utspelar sig före, under och efter första filmen, men nu får man följa Timon och Pumbaa, som hela tiden var i närheten och var inblandade i mycket som hände i den första filmen.

## Originalröster
- Nathan Lane - Timon
- Ernie Sabella - Pumbaa
- Julie Kavner - Timons mamma
- Jerry Stiller - Morbror Max
- Matthew Broderick - Simba
- Robert Guillaume - Rafiki
- Moira Kelly - Nala
- Whoopi Goldberg - Shenzi
- Cheech Marin - Banzai
- Jim Cummings - Flin
- Edward Hibbert - Zazu
- Jason Rudofsky - Blinkis
- Matt Weinberg - Unge Simba

## Svenska röster
- Per Fritzell - Timon
- Jan Rippe - Pumbaa
- Inga Ålenius - Timons mamma
- Pierre Lindstedt - Morbror Max
- Frank Ådahl - Simba
- Svante Thuresson - Rafiki
- Kayo Shekoni - Nala
- Diana Nuñez - Shenzi
- Anders Öjebo - Banzai
- Daniel Bergfalk - Flin
- Anders Aldgård - Zazu
- Johan Wilhelmsson - Blinkis
- Daniel Andersson - Unge Simba

## Övrigt
Jan Rippe var med i både ettan och trean, men ej i tvåan.
I flertalet länder har filmen namnet The Lion King 1½.

### Fotnoter
1. ↑  ”Lejonkungen”. Disneyania. 18 april 2004. http://www.d-zine.se/filmer/lejonkungen3.htm. Läst 20 augusti 2016.